# Pologne aux Jeux olympiques d'hiver de 1980
L'équipe olympique de Pologne  a participé  aux Jeux olympiques d'hiver de 1980 à Lake Placid aux États-Unis. Elle prit part aux Jeux olympiques d'hiver pour la treizième fois de son histoire et son équipe formée de trente athlètes ne remporta pas de médaille.